# Ménil-de-Senones
Ménil-de-Senones är en kommun i departementet Vosges i regionen Grand Est (tidigare regionen Lorraine) i nordöstra Frankrike. Kommunen ligger i kantonen Senones som tillhör arrondissementet Saint-Dié-des-Vosges. År 2022 hade Ménil-de-Senones 122 invånare.

## Befolkningsutveckling
Antalet invånare i kommunen Ménil-de-Senones
| Referens: INSEE |